# Dvolančana uracil-DNK glikozilaza
Dvolančana uracil-DNK glikozilaza (EC 3.2.2.28, Mug, Dug, dsUDG, dvolančana DNK specifična UDG, dsDNK specifična UDG, UdgB, DNK glikozilaza specifična za G:T/U neusklađenost, UDG) je enzim sa sistematskim imenom uracil-dvolančana DNK dezoksiribohidrolaza (otpuštanje uracila). Ovaj enzim katalizuje sledeću hemijsku reakciju
specifična hidroliza neusklađene dvolančane DNK i polinukleotida čime se oslobađa uracil
Ovaj enzim ne deluje na DNK koja sadrži T/G neusklađenost ili jednolančanu DNK koja sadrži bilo za-mesto-specifični uracil ili 3,N4-etenocitozinski ostatak.

## Literatura
- Nicholas C. Price; Lewis Stevens (1999). Fundamentals of Enzymology: The Cell and Molecular Biology of Catalytic Proteins (Third изд.). USA: Oxford University Press. ISBN 019850229X.
- Eric J. Toone (2006). Advances in Enzymology and Related Areas of Molecular Biology, Protein Evolution (Volume 75 изд.). Wiley-Interscience. ISBN 0471205036.
- Branden C; Tooze J. Introduction to Protein Structure. New York, NY: Garland Publishing. ISBN 0-8153-2305-0.
- Irwin H. Segel. Enzyme Kinetics: Behavior and Analysis of Rapid Equilibrium and Steady-State Enzyme Systems (Book 44 изд.). Wiley Classics Library. ISBN 0471303097.

## Spoljašnje veze
- Double-stranded+uracil-DNA+glycosylase на 